# Чиривел
Чиривел (на испански: Chirivel) е населено място и община в Испания. Намира се в провинция Алмерия, в състава на автономната област Андалусия. Общината влиза в състава на района (комарка) Лос Велес. Заема площ от 197 km². Населението му е 1852 души (по данни от 2010 г.). Разстоянието до административния център на провинцията е 139 km.

## Демография
| 1996 | 1998 | 1999 | 2000 | 2001 | 2002 | 2003 | 2004 | 2005 | 2006 |
| ---- | ---- | ---- | ---- | ---- | ---- | ---- | ---- | ---- | ---- |
| 1860 | 1837 | 1824 | 1792 | 1797 | 1776 |      | 1800 | 1849 | 1835 |